# Сухаревская улица (Минск)
Улица Сухаревская — улица во Фрунзенском районе Минска. Названа в 1996 году по расположению в районе Сухарево.

## Описание
Улица Сухаревская идёт в противоположном направлении от улицы Шаранговича. Из-за дугообразной формы она образовывает У-образный перекрёсток с улицей Чайлытко. Затем, улица Сухаревская пересекается с улицей Лобанка, образуя крестообразный перекрёсток. Далее образовывает Т-образные перекрестки с улицей Академика Фёдорова и улицей Скрипникова. Заканчивается на Т-образном перекрёстке с улицей Пимена Панченко.

## Объекты
Дома:
- 6 — Торговый центр
- 9 — Ясли-сад № 561 «Капелька»[2]
- 11 — Ясли-сад № 562[3]
- 16 — Торговый центр «Праздник»
- 19 — 10-я городская поликлиника[4]
- 24 — ГУО «Детская музыкальная школа искусств № 19 г. Минска»[5]
- 33 — Банно-оздоровительный комплекс «Сухарево»
- 43 — Трансформаторная подстанция
- 50 — Ясли-сад № 9[6]
- 66 — Ясли-сад № 25.

## Транспорт
- Автобусы: 11, 50с, 121, 121д (ост. ул.Сухаревская); 42(ост. мкр-н Сухарево-6)
- Троллейбусы: 38, 48 (ост. ул.Сухаревская); 7,8, 45, 48, 66 (ост. ул.Скрипникова); 18, 77(ост. мкр-н Сухарево-6)
- Маршрутное такси: 1008 (ост. мкр-н Сухарево-6); 1191 (ост. ул.Скрипникова); 1212 (ост. ул.Сухаревская).